# Ultraviolet (série télévisée)
Pour les articles homonymes, voir Ultraviolet (homonymie).
Ultraviolet est une série télévisée britannique en six épisodes de 50 minutes, créée par produite par Joe Ahearne, produite par Chalkboarder, Viacom International et Channel 4 et diffusée entre le 15 septembre 1998 et le 20 octobre 1998 sur Channel 4. En France, la série a été diffusée à partir du 27 janvier 2001 sur Série Club et du 24 septembre 2005 sur France 4.

## Synopsis
Jack Beresford (Stephen Moyer) disparait la nuit qui précède son mariage et Michael (Jack Davenport) son meilleur ami, part à sa recherche et voit sa vie bouleversée.
Réécriture moderne du mythe des vampires, Ultraviolet décrit une organisation paramilitaire liée à l'église catholique romaine menant une guerre secrète contre les codes 5, surnommés sangsues.
Les méthodes utilisées sont aussi scientifiques que celles d'X-Files : Aux frontières du réel.
On y retrouve Stephen Moyer qui deviendra plus tard un des vampires clef de True blood.

## Distribution
- Jack Davenport : Michael Colefield
- Susannah Harker : Dr Angela « Angie » March
- Idris Elba : Vaughan Rice
- Philip Quast : Père Pearse J. Harman
- Stephen Moyer : Jack Beresford

## Épisodes
1. Habeas Corpus (Habeas Corpus)
2. In Nomine Patris (In Nomine Patris)
3. Sub Judice (Sub Judice)
4. Mea Culpa (Mea Culpa)
5. Terra Incognita (Terra Incognita)
6. Persona Non Grata (Persona Non Grata)

## Commentaires
La lettre V est l'abréviation de vampires, et est le chiffre 5, en chiffres romains.

### Adaptation américaine
En 2000, la FOX a souhaité développer une adaptation américaine de la série, mais le projet s'est limité à un épisode pilote qui n'a jamais été diffusé.